# Китайська гербологія

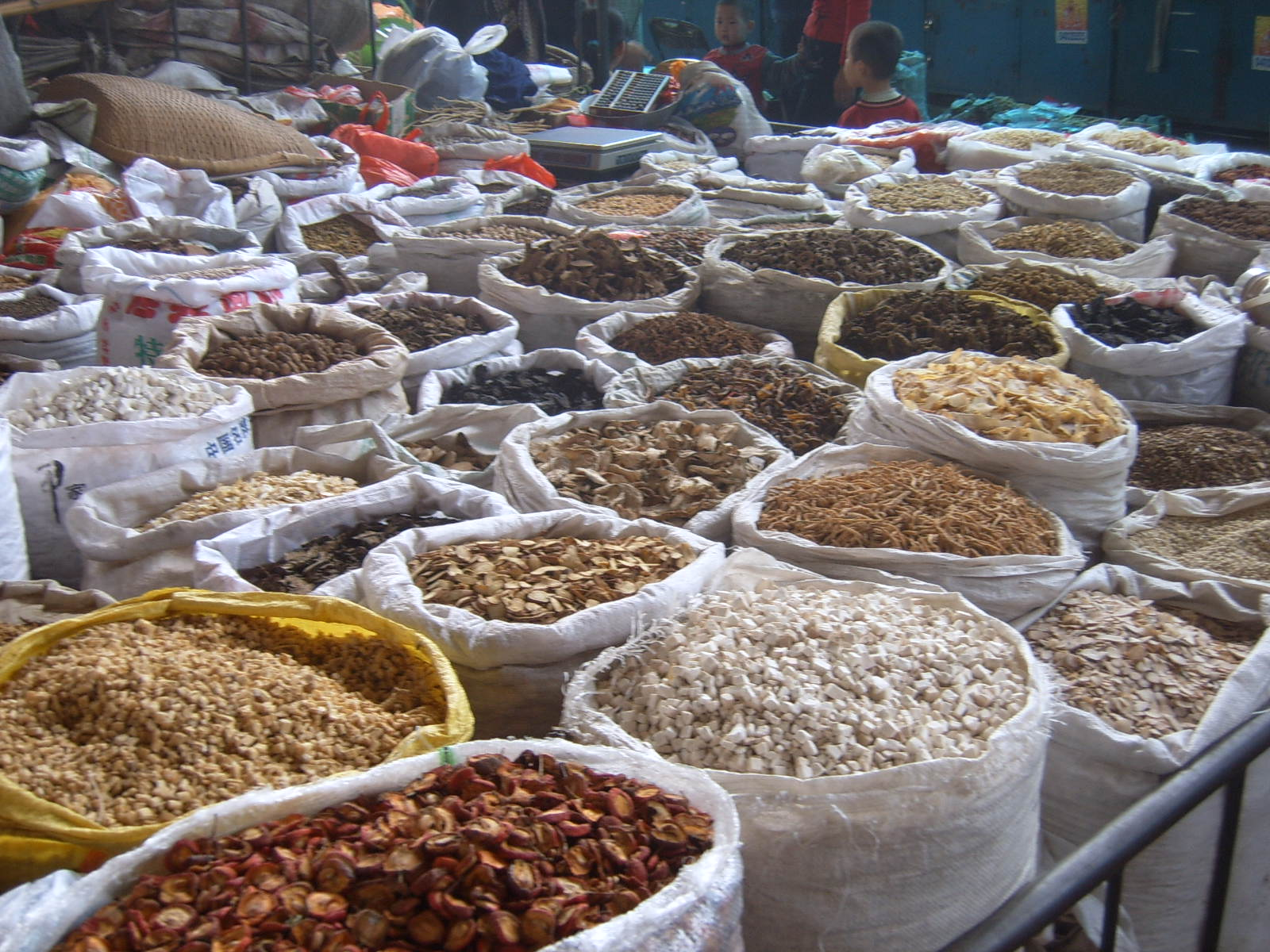
Сушені трави і частини рослин для китайської гербології на ринку Сіань

Китайська гербологія (спрощ.: 中药学; кит. трад.: 中藥學; піньїнь: zhōngyào xué) це теорія традиційної китайської терапії травами, на яку припадає більша частина лікувальних методів традиційної китайської медицини (ТКМ). A Журнал Nature описував ТКМ як "повною на псевдонауку", і відмітив, що це основна причина чому вона не стала основою багатьох ліків, оскільки більшість з таких методів лікування не мають логічного механізму дії.
Термін гербологія вводить в оману в тому сенсі, що в той час як рослини є основним елементом, що використовується, в той час можуть застосовуватися і інші продукти, тваринного, людського, і мінерального походження. В Neijing вони також згадуються як 毒藥 [duyao], що означає токсин, отрута, або ліки. Unschuld вказує, що воно має ту саму етимологію що і грецьке слово фармакон, яке використовується в сучасному терміні 'фармацевтичний'. Тому термін "лікарський" (замість трав'яний) зазвичай використовується при перекладі 药 (піньїнь: yào).
Дослідження ефективності китайської трав'яною медицини часто виконувалися не якісно і затьмарені упередженістю. Існують застереження щодо багатьох потенційно отруйних китайських трав.

## Історія

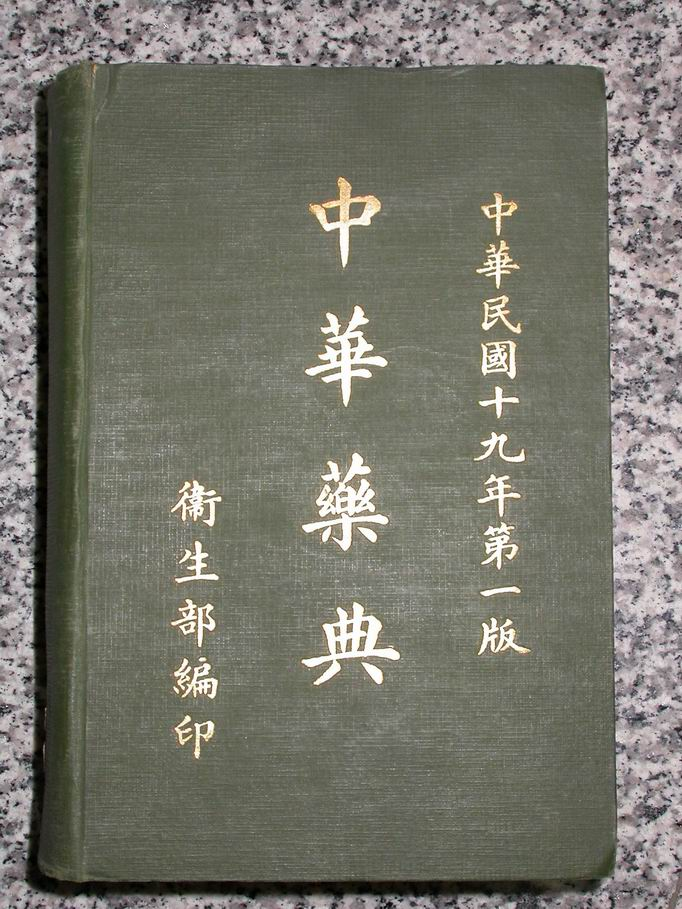
Китайська фармакопея

Китайські трави використовувалися століттями. Серед найперших літературних згадок є списки рецептів для конкретних захворювань, прикладом, яких є рукописи "Рецепти для 52 хвороб", знайдені в Мавандуї, і датуються віком в 168 до н.е.
Першим традиційно визнаним гербалістом був Шень-нун (神农, lit. "Divine Farmer"), міфічна богоподібна фігура, який за розповідями жив приблизно 2800 до н.е. Він нібито спробував сотні трав і передав свої знання про лікарські і отруйні рослини фермерам. Його книга Shénnóng Běn Cǎo Jīng (神农本草经, Матеріальна медицина Шень-нуна) вважається найстарішою книгою в китайській гербальній медицині. Вона класифікує 365 різновидів коріння, трави, деревини, хутра, тварин і каміння і розділяє їх на три категорії гербальної медицини:
1. "Вища" категорія містить трави ефективні для лікування багатьох захворювань і здебільшого відповідають за збереження і відновлення балансу організму. Вони майже не мають несприятливі побічні дії.[7]
2. Категорія, яка містить тонізуючі і каталізуючі засоби, споживання яких не повинно бути тривалим.[7]
3. Категорія речовин, які зазвичай варто приймати в малих дозах, і лише для лікування окремих захворювань.[7]

Оригінальний текст матеріальної медицини Шень-нуна був втрачений; однак є збережені до наших днів переклади. Вважають, що справжня дата походження збігається із кінцем західної династії Хан (тобто, перше століття до н.е.).

## Приготування

### Відвари
Як правило, одна партія медикаментів готується у вигляді відвару із мінімум 9 до 18 речовин. Деякі з них вважаються основними травами, деякі є допоміжними. Деякі інгредієнти можуть додаватися в певному порядку, аби позбавити їх токсичності або побічних ефектів основних інгредієнтів, деякі потребують додаткових речовин, таких як каталізатори.

### Китайські екстракти з трав
Китайські трав'яні екстракти, це трав'яні відвари які були конденсовані до гранульованого стану або форми пудри. Трав'яні екстракти, є більш стою формою для вжитку трав пацієнтами. Стандартом видобутку екстракту є 5:1, що означає що на одну частину маси сирої речовини, отримується одна частина маси екстракту.